# Burgaw
Burgaw är administrativ huvudort i Pender County i North Carolina. Enligt 2010 års folkräkning hade Burgaw 3 872 invånare.